# Selezioni giovanili della nazionale femminile di pallavolo della Costa Rica
Le selezioni giovanili della nazionale femminile di pallavolo della Costa Rica sono gestite dalla federazione pallavolistica della Costa Rica (FeCoVol) e partecipano ai tornei pallavolistici internazionali per squadre nazionali femminili limitatamente a specifiche classi d'età.

## Under 23
La selezione nazionale under 23 rappresenta la Costa Rica nelle competizioni internazionali dove il limite di età è di 23 anni.
| 2012 | 8º posto |
| 2014 | 7º posto |
| 2016 | 5º posto |
| 2018 | 8º posto |
| 2021 | 5º posto |
| 2023 | 8º posto |
| 2024 | 6º posto |
| 2025 | 7º posto |

| Giochi panamericani giovanili | Giochi panamericani giovanili |
| Edizione                      | Piazzamento                   |
| ----------------------------- | ----------------------------- |
| 2021                          | non qualificata               |
| 2025                          | 6º posto                      |

## Under 21
La selezione nazionale under 21 rappresenta la Costa Rica nelle competizioni internazionali dove il limite di età è di 21 anni.
| 2024 | 6º posto |

| 2022 | 8º posto |
| 2023 | 6º posto |

## Under 20
La selezione nazionale under 20 (sostituita a partire dal 2022 dall'under 21) rappresentava la Costa Rica nelle competizioni internazionali dove il limite di età era di 20 anni.
| 1977 | 8º posto        |
| 1981 | 15º posto       |
| 1985 | non qualificata |
| 1987 | non qualificata |
| 1989 | non qualificata |
| 1991 | non qualificata |
| 1993 | non qualificata |
| 1995 | non qualificata |
| 1997 | non qualificata |
| 1999 | non qualificata |
| 2001 | non qualificata |
| 2003 | non qualificata |
| 2005 | non qualificata |
| 2007 | non qualificata |
| 2009 | non qualificata |
| 2011 | non qualificata |
| 2013 | non qualificata |
| 2015 | non qualificata |
| 2017 | non qualificata |
| 2019 | non qualificata |
| 2021 | non qualificata |

| 1998 | non qualificata |
| 2000 | non qualificata |
| 2002 | non qualificata |
| 2004 | non qualificata |
| 2006 | 7º posto        |
| 2008 | 7º posto        |
| 2010 | 7º posto        |
| 2012 | 4º posto        |
| 2014 | 5º posto        |
| 2016 | 6º posto        |
| 2018 | 6º posto        |

| 2011 | 6º posto        |
| 2013 | 8º posto        |
| 2015 | 5º posto        |
| 2017 | 9º posto        |
| 2019 | non qualificata |

## Under 19
La selezione nazionale under 19 rappresenta la Costa Rica nelle competizioni internazionali dove il limite di età è di 19 anni.
| 2022 | 8º posto |
| 2023 | 4º posto |

## Under 18
La selezione nazionale under 18 (sostituita a partire dal 2022 dall'under 19) rappresentava la Costa Rica nelle competizioni internazionali dove il limite di età era di 18 anni.
| 1998 | non qualificata |
| 2000 | ?               |
| 2002 | non qualificata |
| 2004 | non qualificata |
| 2006 | non qualificata |
| 2008 | 6º posto        |
| 2010 | 5º posto        |
| 2012 | 7º posto        |
| 2014 | 5º posto        |
| 2016 | 5º posto        |
| 2018 | 5º posto        |

| 2011 | 7º posto        |
| 2013 | non qualificata |
| 2015 | 8º posto        |
| 2017 | 8º posto        |
| 2019 | non qualificata |